# Kesme

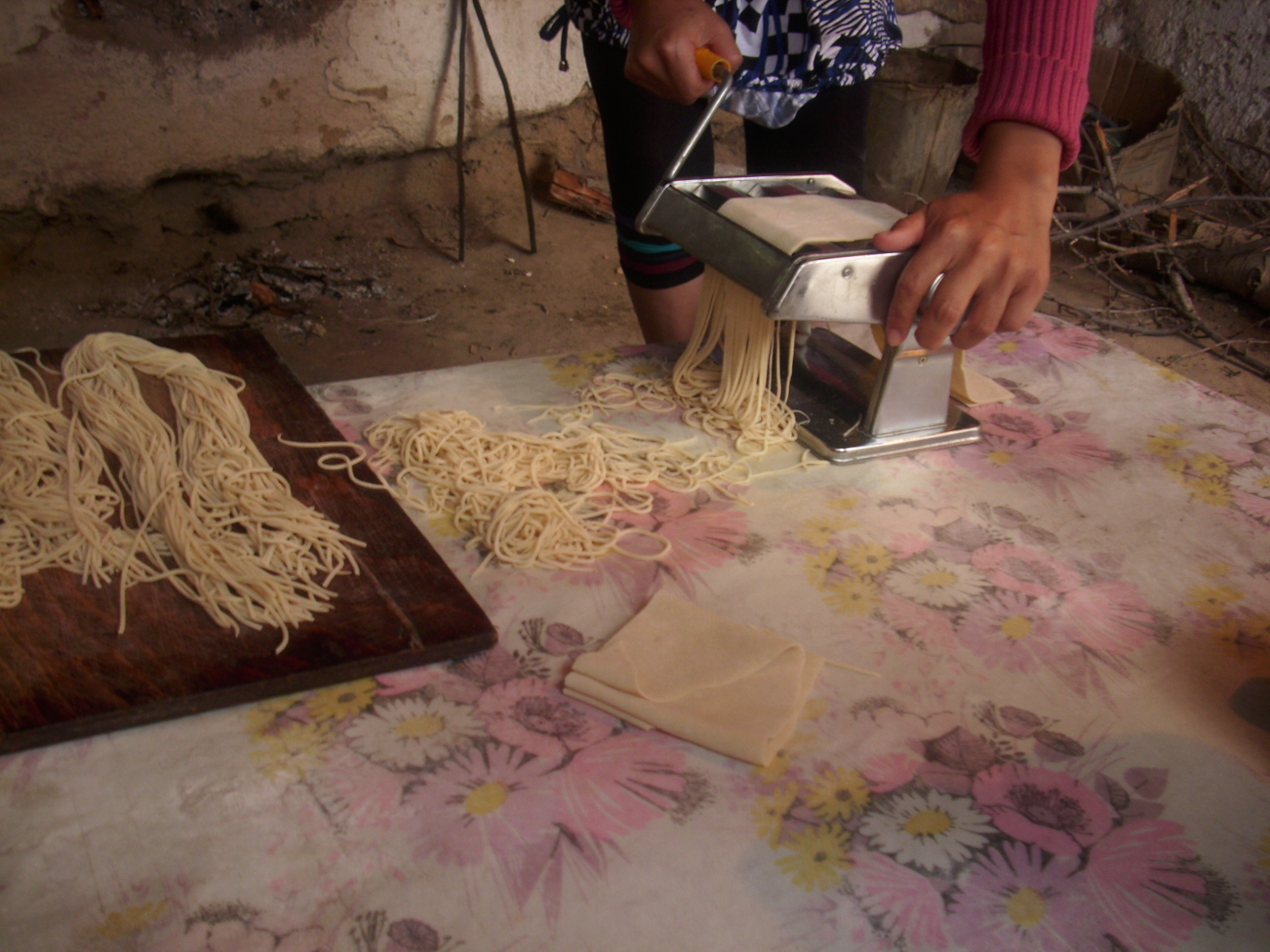
Kesme.

Le kesme (kirghize : кесме ; [kesmé]) ou kespe (kazakh : кеспе ; [ki̯ɘspi̯ɘ́]) ; azéri : Əriştə ; persan : رشته ; turc : erişte ou kesme) est un plat traditionnel d'Asie centrale à base de nouilles préparé chez les Kirghizes ou les Kazakhs. Le mot en lui-même est une substantivation du verbe « couper » ou « trancher », en référence au découpage en tranches de la pâte utilisée pour préparer les nouilles. Le terme peut faire référence aux nouilles en elles-mêmes ou aux plats préparés à partir des mêmes nouilles. Le kesme était initialement un plat familial fait à la maison, et n'était pas fréquemment trouvé dans les restaurants ou les cafés. C'est un plat relativement récent.
Les reshteh sont des nouilles de style perse utilisées pour les soupes, mélangées avec du riz pilaf ou entrant dans la composition de desserts comme le faludeh.
Le reshteh (persan : رشته), venant du mot persan pour « fil » ou « corde », désigne une nouille très fine, similaire aux capellini (pâtes dites « cheveux d'ange »). Cependant, cela qualifie en général une nouille fraîche à l’œuf en forme de ruban. Traditionnellement, la nouille est faite maison. Reshteh était le seul mot pour désigner des nouilles dans les livres de recettes arabes des XIIIe et XIVe siècles. Une symbolique spéciale entoure les plats qui contiennent des nouilles quand une importante décision doit être prise : les nouilles, ou « reines » de la vie doivent être prises en main. Un plat traditionnel de l'Iran est le reshteh polow ou pilaf, qui est servi pendant le Nouvel An perse avec des nouilles représentant les fils de vie et les liens familiaux. Les nouilles sont utilisées pour les plats des occasions spéciales et pour les voyages à La Mecque. Une préparation typique des nouilles consiste à les casser en morceaux puis de les frire ou de les griller avant de les ajouter à du riz.
Les reshteh utilisés de nos jours dans la cuisine iranienne sont d'un type plus épais, comme ceux utilisés dans le reshteh polow et aussi dans un type d'ash (ash reshteh).

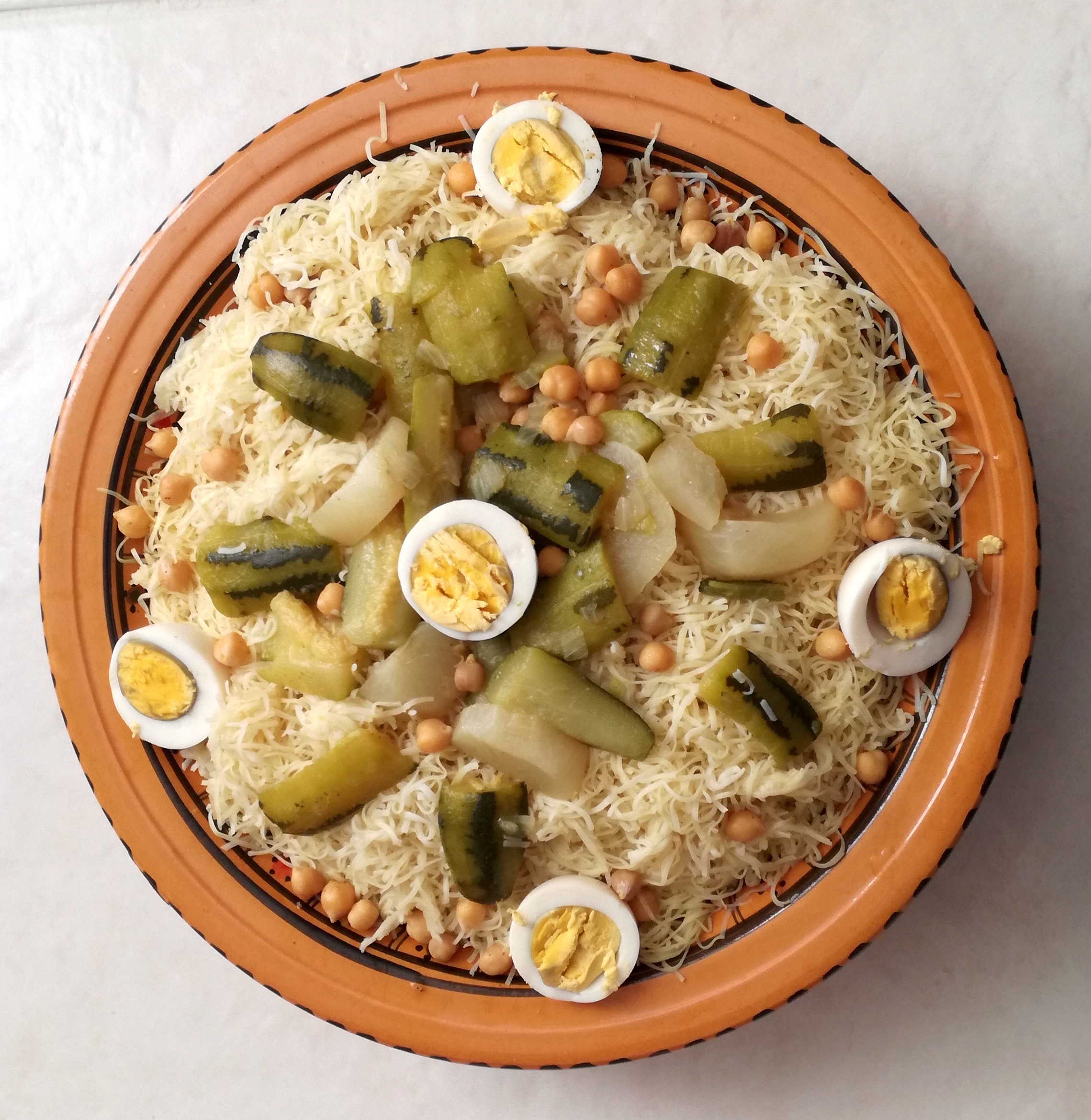
rechta algérienne

En Turquie, le kesme est appelé erişte, et consommé généralement en hiver. Il est fait à base d’œufs, de farine, d'eau, de sel et de lait. Ces ingrédients sont mélangés pour former un pâté, qui est roulé, coupé et séché au soleil ou au four après une journée de séchage
En algérie ,héritage de l'époque ottomane la rechta du persan reshteh,comme son équivalent iranien consiste en des nouilles très fines;cependant on la cuit dans un couscoussier  à la vapeur d'un sauce blanche de viande de dinde avec oignons et pois   
chiches, navets ,carottes , courgettes;  assaisonnés de poivre noire et de cannelle.

.

## Préparation
La pâte pour kesme est habituellement constituée de farine, d'eau, de sel et d'un œuf. La pâte est roulée en un grand cercle fin et laissée à sécher pendant un certain temps. On la recouvre ensuite d'un peu de farine et on la plie plusieurs fois comme un accordéon, puis elle est découpée en bandes. Le procédé a été illustré étape par étape. Le kesme peut être cuit immédiatement dans une chorba contenant souvent d'autres ingrédients comme des pommes de terre, de la viande, des carottes, du piment et des tomates ou laissé à durcir et conservé. Le kesme est souvent préparé dans un kazan.

## Photos

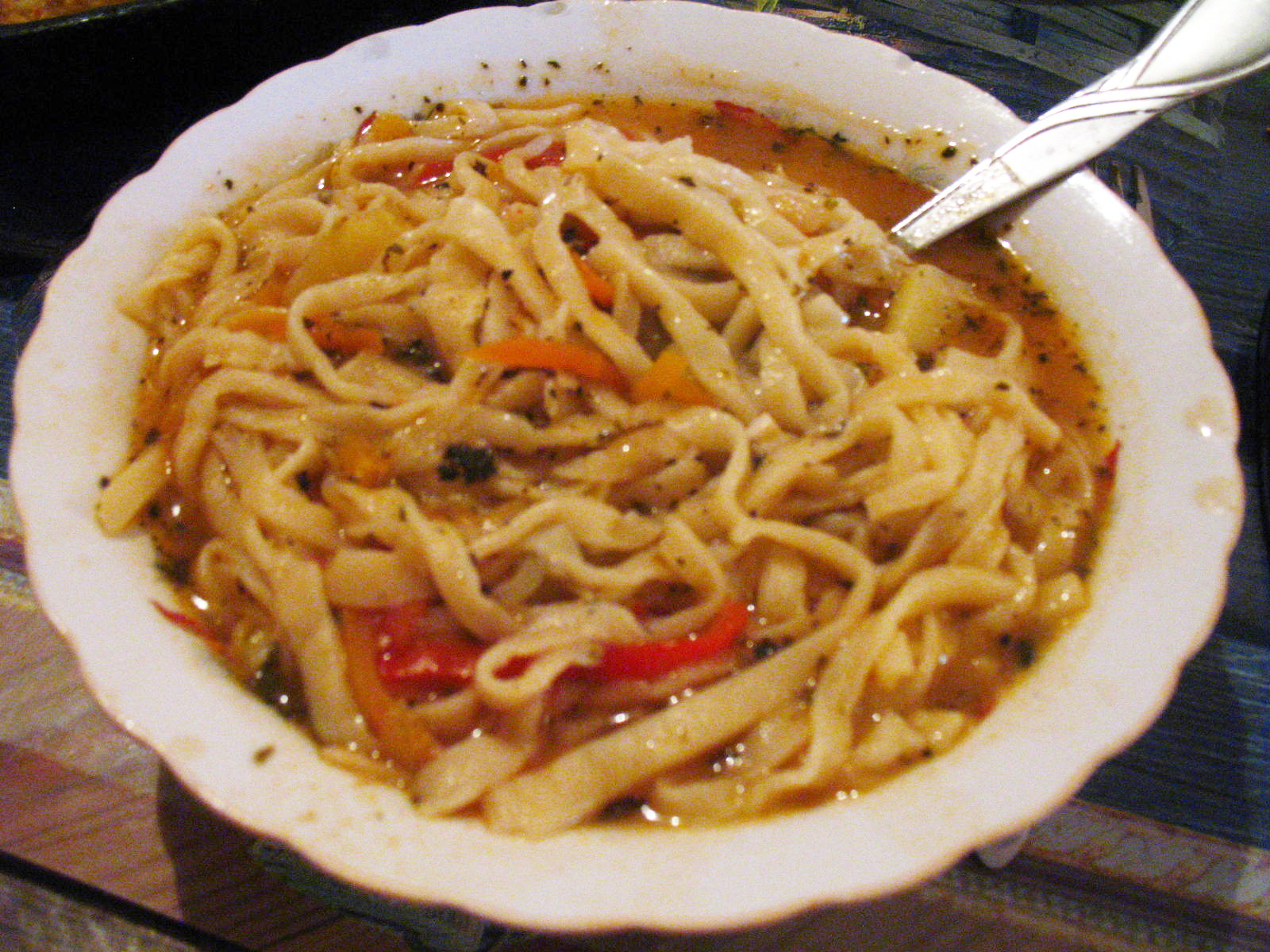
Un bol de kesme.
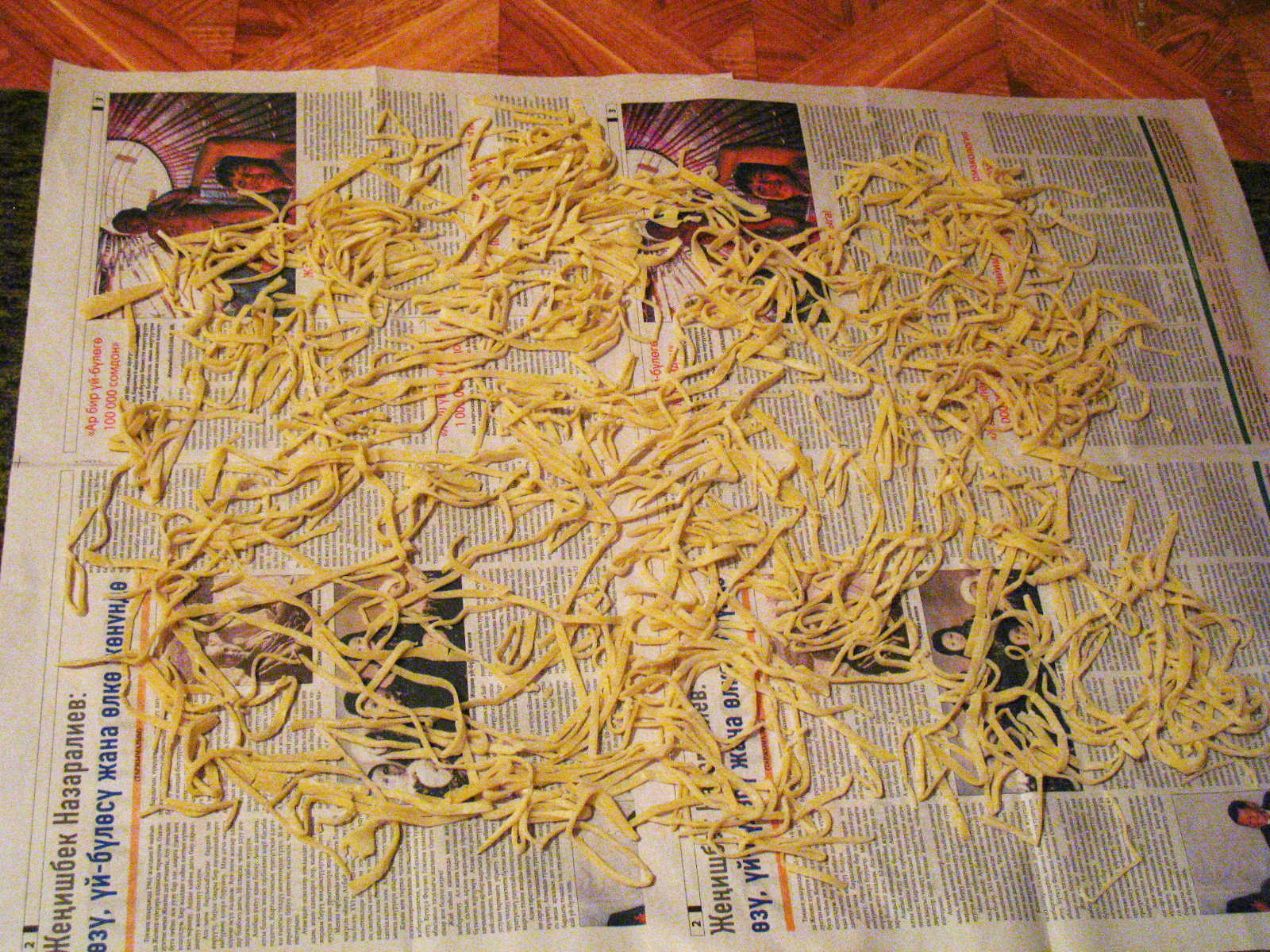
Nouilles pour kesme, laissées à sécher.
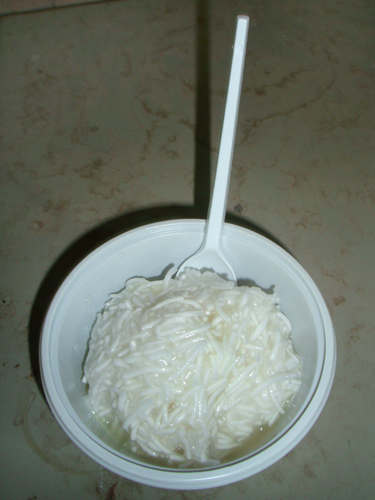
Dessert traditionnel shiraz : le faludeh.
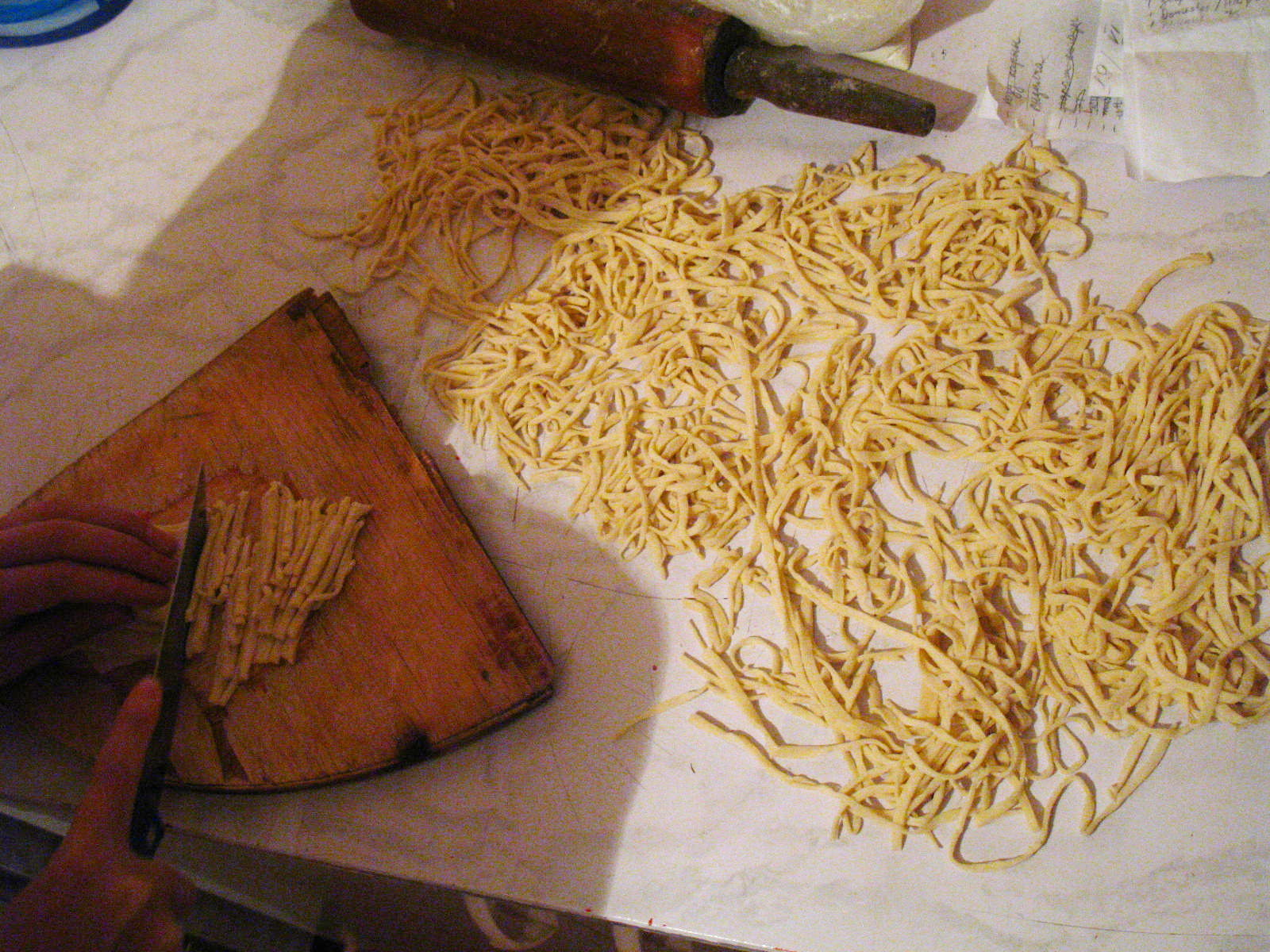
Pâtes pour kesme découpées en nouilles.